# Famille von Specht
La famille von Specht est une ancienne famille de la noblesse allemande de Basse-Saxe, dont la lignée directe commencerait avec Christoph Specht, théologien luthérien, né le 14 février 1599 à Einbeck et décédé le 26 janvier 1657 à Wolfenbüttel. Il aura fortement contribué à l'élaboration du tissu luthérien autour de Göttingen. Son père, Johann Specht, était conseiller municipal d'Einbeck.
Les armes sont créées le 8 septembre 1785 à Vienne, sous le Saint-Empire romain germanique, pour Heinrich Specht, colonel et général de brigade du duché de Brunswick sous Joseph II. Le 9 décembre 1855, une enquête est lancée à Brunswick pour le titre de Freiherr (baron) concernant Maximilian von Specht (1828-1903), lieutenant du quatrième régiment des uhlans (lanciers) autrichiens. Le titre sera confirmé par décret ministériel à Vienne le 17 février 1857 sous François-Joseph Ier.

## Armes
« D'argent aux deux piverts affrontés d'argent, posés sur une branche sèche de même. » La version d'ornement ajoute : « sur le heaume à couverture de gueules et d'argent, un picus sur une branche accosté de deux ailes de sable. »

## Régiment canadien
Partis le 22 février 1776 de Wolfenbüttel, des régiments d'infanterie issus du duché de Brunswick arrivent à Québec le 17 septembre 1777, sous les ordres du général Riedesel. Prêtés par l'Allemagne aux Anglais, dans le cadre de la guerre contre les colons américains, ils participeront à l'expédition du général John Burgoyne. Parmi eux figurera le régiment du colonel Johann Friedrich von Specht dont les tambours portaient la livrée jaune et rouge. Parlant aussi bien allemand que français, ils étaient particulièrement appréciés des Canadiens francophones. Après la reddition du général Burgoyne à la suite de sa défaite durant la campagne de Saratoga (bataille de Bemis Heights), le 17 octobre 1777, le général américain Horatio Gates propose dans la convention de Saratoga de renvoyer dès la fin du conflit les officiers et soldats en Europe, formant en attendant une armée prisonnière aux États-Unis, la Convention Army, à condition qu'aucun combattant ne se réengage dans le conflit. Faute d'accords, l'armée restera prisonnière et conduite à Charlottesville dans l'État de Virginie, en 1779. Au terme de la guerre d'indépendance, certains resteront en Virginie, d'autres s'installeront au Québec ou reviendront en Europe. C'est de cette période que date la branche du Canada des von Specht.
Il reste de l'épopée du régiment von Specht une trace écrite sous forme de notes militaires.

## Filiation
- Wilhelm von Specht (1769-1811), major (commandant) dans l'armée prussienne.
  - Friedrich (August Karl) von Specht (de) (1803–1879), major-général puis brigadier de Hesse, lieutenant-général prussien à partir de 1866.
    - Wilhelm (Hans Ferdinand Georg Maximilian) von Specht (de) (1838–1910), major-général prussien. Mère : Luise Büchling.
    - Walter (Wilhelm Martin Manfred) von Specht (de) (1855–1923), chambellan de la principauté de Schaumbourg-Lippe, puis major-général prussien. Mère : Marie Günste.

  - Wilhelm von Specht (1795–1869), chambellan puis colonel à Brunswick.
    - Hans (Heinrich Karl Rudolf) von Specht (1825–1913), officier à Brunswick, fermier à partir de 1844 puis directeur de poste aux États-Unis de 1875 à 1906[7].
      - Wilhelm Ernst von Specht (1851–1940), renommé William Specht, fermier, charpentier puis directeur de poste.
- Friedrich Karl von Specht (de) (1793-1877), colonel prussien.